# Liga Departamental de Fútbol de Punilla
La Liga Departamental de Fútbol de Punilla es una liga regional de fútbol de la República Argentina. Esta liga está dentro de la Asociación del Fútbol Argentino, su sede se encuentra en la ciudad de Cosquín y nuclea a equipos de localidades ubicadas en el Departamento Punilla y también algunas de los vecinos departamentos Colón y Santa María.

## Historia
El 11 de julio de 1928, directivos de clubes deportivos del Punilla como Sportivo Huerta Grande, Sportivo La Cumbre, Club Atlético La Falda se reunieron con el fin de fundar la Liga Departamental de Fútbol de Punilla.
Diez días después, el 21 de julio de 1928, se eligen los primeros directivos, siendo José F. Mieres elegido presidente, Miguel Molinero como secretario y Pedro Ortiz como tesorero. Ellos, junto a los restantes delegados crean el Torneo de Segunda División a partir del día 19 de octubre de ese mismo año.

## Equipos
A lo largo de sus 92 años de vida, la liga de Punilla albergó a numerosos clubes de fútbol de localidades ubicadas en este departamento, como también otras localidades cercanas como La Calera, Saldán, Malagueño y Cruz del Eje. Muchos equipos continúan hoy en día, mientras que otros o bien han desaparecido o cambiaron de nombre.

## Equipos participantes 2020
| Equipo                               | Ciudad            |
| ------------------------------------ | ----------------- |
| Club Atlético 25 de Mayo             | La Cumbre         |
| Club Social Amigos San Roque         | San Roque         |
| Club Atlético Capilla del Monte      | Capilla del Monte |
| Club Atlético La Falda               | La Falda          |
| Club Social y Deportivo Bialet Masse | Bialet Masse      |
| Club Deportivo San Nicolás           | Malagueño         |
| Club Atlético Deportivo Yocsina      | Yocsina           |
| Club Atlético Independiente          | Cosquín           |
| Club Social y Deportivo Leones       | Saldan            |
| Los Pitty'S Fútbol Club              | Villa Carlos Paz  |
| Club Atlético Martín Ferreyra        | Malagueño         |
| Club Atlético Racing                 | Valle Hermoso     |
| Río Grande Foot Ball Club            | La Falda          |
| Club Atlético River Plate            | La Falda          |
| Salvat Fútbol Club                   | Bialet Masse      |
| Club Social y Deportivo San Esteban  | San Esteban       |
| Club Atlético San Lorenzo de Punilla | Villa Carlos Paz  |
| Club Atlético San Lucas              | Villa Carlos Paz  |
| Club Sportivo Brasil                 | Villa Carlos Paz  |
| Club Sportivo Huerta Grande          | Huerta Grande     |
| Club Sportivo Rivadavia              | Villa Carlos Paz  |
| Club Atlético Tiro Federal           | Cosquín           |
| Club Sportivo Unión Serrana Rumy     | La Calera         |
| Club Atlético Villas Unidas          | Villa Giardino    |

## Clubes exintegrantes
- Sportivo Huerta Grande,[4]
- Tiro Nacional,
- Sportivo La Cumbre (actualmente juega como 25 de Mayo),
- Club Atlético La Falda,
- Club Atlético Tanti,
- Deportivo Nacional Santa María,
- Independiente de Cosquín,
- Social y Deportivo Sarmiento de Villa Carlos Paz,
- Tiro Federal,
- San Isidro,
- Huracán,
- Atlético Racing,
- Barracas,
- Club Atlético Los Cocos,
- Sportivo La Calera,
- Villa Bustos,
- Deportivo Casa Grande,
- Centro Vecinal Barrio Balumba,
- Atlético 25 de Mayo,
- Peña Hugo Curioni de Boca Juniors de Villa Carlos Paz,
- Sportivo Bolívar de Villa Carlos Paz,
- Club Independiente de Los Cocos,
- Deportivo Chacarita Juniors,
- Cultural Social y Deportivo Ministro José María Freyre,
- Unión de La Costa,
- Club 9 de Julio de La Cumbre,
- Juventud Unida,
- Villa Caeiro,
- Villa Tillard,
- Atlético Ferroviario San Esteban,
- Defensores del Parque,
- Defensores Villa Soria,
- San Martín,
- Atlético River Plate de La Falda,
- Jockey Club Carlos Paz,
- Atlético Victoria,
- Unión de Mayu Sumaj,
- Villas Unidas,
- Atlético Capilla del Monte,
- San Lorenzo de Punilla VCP,
- Juniors de Valle Hermoso,
- El Brujas FC (Villa Carlos Paz)
- Atlético Carlos Paz
- Independiente de Villa Carlos Paz
- Independiente VCP (1950);
- Sportivo Bolívar VCP (1952);
- Atlético Carlos Paz (1954);
- San Martín VCP (1955);
- Sportivo Rivadavia VCP (1971);
- Centro Italiano VCP (1973);
- Pitty's FC
- C.A.San Lucas VCP
- Social y Deportivo El Alto

## Autoridades Actuales
- Presidente : Raúl Isaías Mendoza

- Vicepresidente : José Alejandro Péres

- Secretario: Sergio Alejandro Nicolás Liendo

- Prosecretario: Leandro Schonfeld

- Tesorero: Miguel Ángel Pedernera

- Protesorero: José Miguel Irigoyen